# Житова (деревня)
Житова — деревня в Качугском районе Иркутской области России. Входит в состав Белоусовского муниципального образования. Находится примерно в 30 км к западу от районного центра.

## Население
По данным Всероссийской переписи, в 2010 году в деревне проживал 21 человек (12 мужчин и 9 женщин).